# Elias Johannis Wenerman
Elias Johannis Wenerman, född 25 februari 1714 i Visnums-Kils socken, död 13 april 1771 i Karlskoga socken, var en svensk präst.

## Ämbetsgärning
Wenerman blev student vid Uppsala universitet 1739. Han prästvigdes 1744 och utnämndes till kyrkoherde i Karlskoga församling 1760.

## Familj
Elias Johannis Wenerman, som var bondson, var gift med Elisabeth Bodin, dotter till kyrkoherden i Ölmehärads socken, prosten Nils Bodin. Hon gifte sig senare med borgmästaren i Kristinehamn, Conrad Widmark. Hans dotter, Sara Magdalena, gifte sig med Nils Kjellin.